# Невер (автодром)
| Назва                                    | Circuit de Nevers Magny-Cours             |
| Розташування                             | Невер, Франція                            |
| Географічні координати                   | 46°51′51″ п. ш. 3°09′49″ с. д.            |
| Основні події                            | Формула-1, GP2, WTCC, Суперкубок Порше    |
| Довжина траси                            | 4,411 км.                                 |
| Повороти                                 | 17                                        |
| Рекорд кола в теперішній конфігурації    | 1'15.377, Міхаель Шумахер, Ferrari (2004) |
| Статистика в чемпіонатах світу Формули 1 |                                           |
| Перший Гран-Прі                          | Гран-Прі Франції 1991 року                |
| Останній Гран-Прі                        | Гран-Прі Франції 2008                     |
| Проведено Гран-Прі                       | 18 (1991–2008)                            |
| Найбільше перемог в Гран-Прі на трасі    |                                           |
| Пілот                                    | Міхаель Шумахер (8)                       |
| Команда                                  | Ferrari (7)                               |

Автодром Невер (фр. Circuit de Nevers Magny-Cours) французька траса для перегонів Формули-1 Гран-Прі Франції. Також тут проводили свої перегони серії GP2 і. WTCC та ITC (закордонні етапи ДТМ).
Траса розташована поблизу міст Невер і Маньї-Кур, Франція. Хоча її назва Невер, але набагато частіше її називають за назвою іншого міста Маньї-Кур.
Гран-Прі Франції 2008 року стало останнім в історії не тільки автодрому, але і Франції.

## Історія
Автодром відкрили в 1961 році як національний автодром (не для міжнародних змагань). Також автодром був базою для формульних команд Martini і Ligier з Франції, котрі тут проводили свої тести. В кінці 80-х років на трасі пройшли потужні модернізаційні роботи, навіть пробували скопіювати найкращі повороти з інших трас (наприклад поворот Estoril чи шпилька Adelaide)
В 1991 році на трасі пройшов Гран-Прі Франції, котрий незмінно проходив до 2008 року.
Модернізація зробила трасу нудною і важкою для обгонів. 2003 року організатори змінили останній поворот. На автодромі дуже коротуий виїзд в в'їзд на піт-лейн в результаті незначна витрата часу через піт-стопи. Тому команди на перегонах використовували тактику багатьох піт-стопів. У 2004 році М. Шумахер переміг із 4-ма зупинками на Гран-Прі Франції.

## Конфігурація
Конфігурацію траси змінювали 3 рази
| Версія | Довжина (м) | Гран-прі      | Рекорд кола в кваліфікації          |
| Версія | Довжина (м) | Гран-прі      | Рекорд кола в гонці                 |
| ------ | ----------- | ------------- | ----------------------------------- |
| 1991   | 4 271       | 1 (1991)      | 1'14.559 (1991, Рікардо Патрезе)    |
| 1991   | 4 271       | 1 (1991)      | 1'19.168 (1991, Найджел Менсел)     |
| 1992   | 4 250       | 8 (1992-1999) | 1'13.864 (1992, Найджел Менсел)     |
| 1992   | 4 250       | 8 (1992-1999) | 1'17.070 (1992, Найджел Менсел)     |
| 2000   | 4 250       | 3 (2000-2002) | 1'11.985 (2002, Хуан-Пабло Монтойя) |
| 2000   | 4 250       | 3 (2000-2002) | 1'15.045 (2002, Девід Култхард)     |
| 2003   | 4 411       | 5 (2003-2007) | 1'13.698 (2004, Фернандо Алонсо)    |
| 2003   | 4 411       | 5 (2003-2007) | 1'15.377 (2004, Міхаель Шумахер)    |

## Переможці Гран-прі Франції на автодромі Невер
| Сезон | #  | Пілот                  | Конструктор        | Звіт |
| ----- | -- | ---------------------- | ------------------ | ---- |
| 2008  | 58 | Феліпе Масса           | Ferrari            | Звіт |
| 2007  | 57 | Кімі Райкконен         | Ferrari            | Звіт |
| 2006  | 56 | Міхаель Шумахер        | Ferrari            | Звіт |
| 2005  | 55 | Фернандо Алонсо        | Renault            | Звіт |
| 2004  | 54 | Міхаель Шумахер        | Ferrari            | Звіт |
| 2003  | 53 | Ральф Шумахер          | Williams-BMW       | Звіт |
| 2002  | 52 | Міхаель Шумахер        | Ferrari            | Звіт |
| 2001  | 51 | Міхаель Шумахер        | Ferrari            | Звіт |
| 2000  | 50 | Девід Култхард         | McLaren-Mercedes   | Звіт |
| 1999  | 49 | Хайнц-Харальд Френтцен | Jordan-Mugen Honda | Звіт |
| 1998  | 48 | Міхаель Шумахер        | Ferrari            | Звіт |
| 1997  | 47 | Міхаель Шумахер        | Ferrari            | Звіт |
| 1996  | 46 | Деймон Хілл            | Williams-Renault   | Звіт |
| 1995  | 45 | Міхаель Шумахер        | Benetton-Renault   | Звіт |
| 1994  | 44 | Міхаель Шумахер        | Benetton-Ford      | Звіт |
| 1993  | 43 | Алан Прост             | Williams-Renault   | Звіт |
| 1992  | 42 | Найджел Менсел         | Williams-Renault   | Звіт |
| 1991  | 41 | Найджел Менсел         | Williams-Renault   | Звіт |